# Альвір (дегестан)
Альвір (перс. الوير) — дегестан в Ірані, у бахші Харкан, в шагрестані Зарандіє остану Марказі. За даними перепису 2006 року, його населення становило 3187 осіб, які проживали у складі 1046 сімей.

## Населені пункти
До складу дегестану входять такі населені пункти:
- Аббасабад
- Азбізан
- Альвір
- Афтабру
- Банд-е Амір
- Бера-Мум
- Болубанд
- Весмак
- Відар
- Міль
- Мусаабад
- Челесбан